# Apanteles hellulae
Apanteles hellulae är en stekelart som beskrevs av Jean Risbec 1951. Apanteles hellulae ingår i släktet Apanteles och familjen bracksteklar. Utöver nominatformen finns också underarten A. h. crocidolomiae.